# Sloup krále Zikmunda III.
Sloup krále Zikmunda (pol. Kolumna Zygmunta III Wazy, Kolumna Zygmuntowska) je památník krále Zikmunda III. nacházející se na Hradním náměstí před královským hradem ve Varšavě, kde tvoří jednu z dominant Varšavy. Zikmundův sloup je nejstarší světskou památkou ve Varšavě.
Barokní sloup byl postaven v roce 1644 králem Vladislavem IV. na počest jeho otce, jenž v roce 1596 ustanovil za polské hlavní město Varšavu, namísto dosavadního Krakova. Inspirací tomuto pomníku byl sloup Panny Marie před Bazilikou Panny Marie Sněžné v Římě.
Sloup byl postaven podle návrhu architekta Constantina Tencally. Socha, vytvořená italským sochařem Clementem Mollim, zobrazuje krále v rytířské zbroji, držíce v jedné ruce šavli a ve druhé velký kříž. Odlitek sochy zhotovil Daniel Tym. K podstavci jsou připevněny čtyři desky, které uvádí královy největší úspěchy.
Dřík sloupu, původně vyrobený z měkkého slepence, byl v letech 1885–1887 nahrazen žulovým dříkem. V průběhu Varšavského povstání v roce 1944 byl sloup svržen. O pět let později, při obnovení v roce 1949, byl vyroben nový ze žuly dodané ze Střegomského pohoří ve Slezsku. Slavnostní otevření zrekonstruovaného pomníku se uskutečnilo 22. července 1949.
Bronzová deska v podstavci sloupu nese nápis:
"Zikmund III., z moci svobodné volby král polský, z titulu dědictví, nástupnictví a práva král švédský, milující mír a slávu, první mezi králi, všem rovný ve válkách a vítězstvích, podrobil si vládce moskevské, jejich město a zemi dobyl, vojsko porazil, nazpět získal Smolensk, pod Kotynem sílu Turecka zlomil, vládl čtyřicet čtyři let, jako čtyřicátý čtvrtý král."

## Galerie

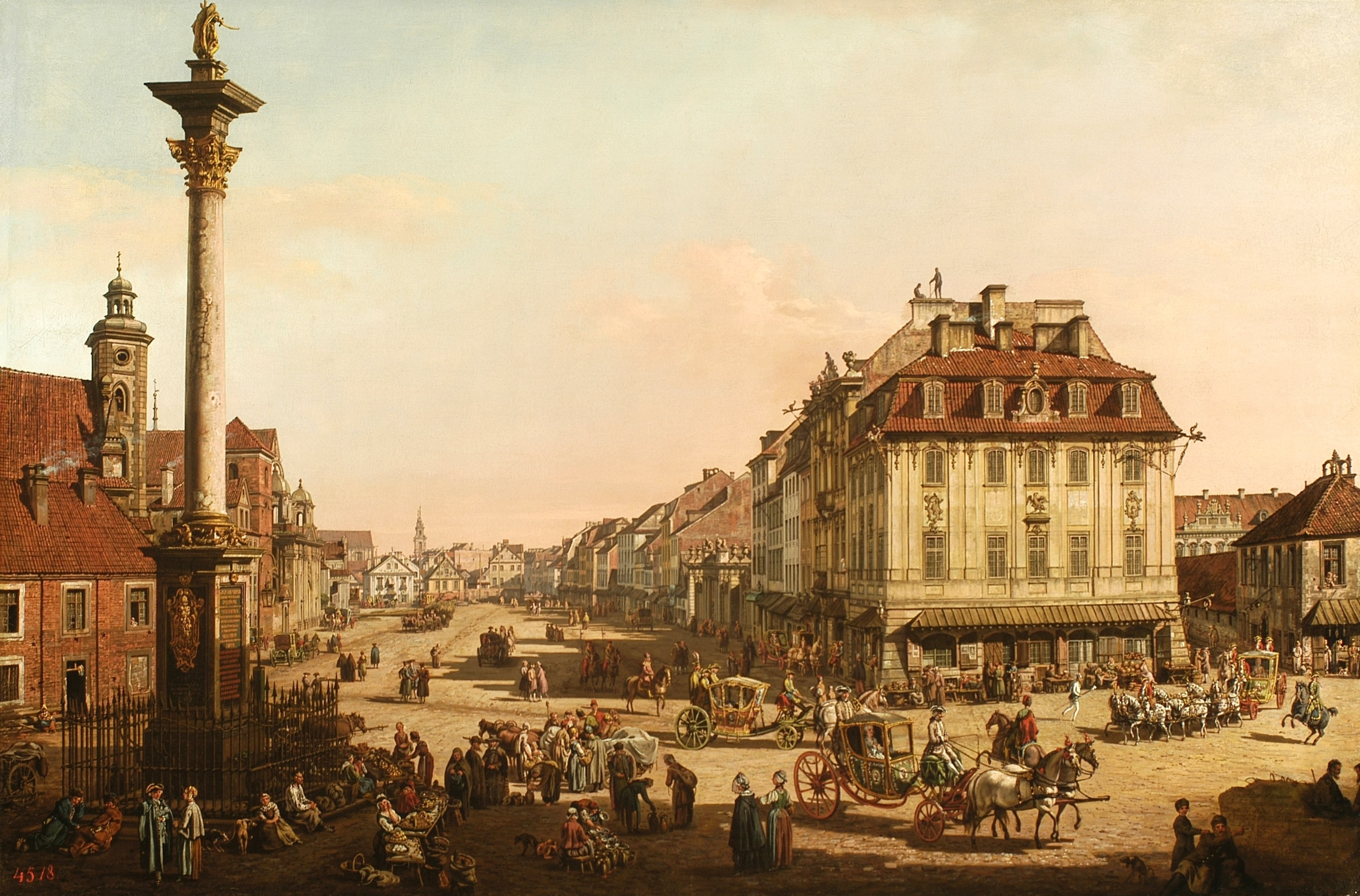
Krakovské předměstí, malba z roku 1767
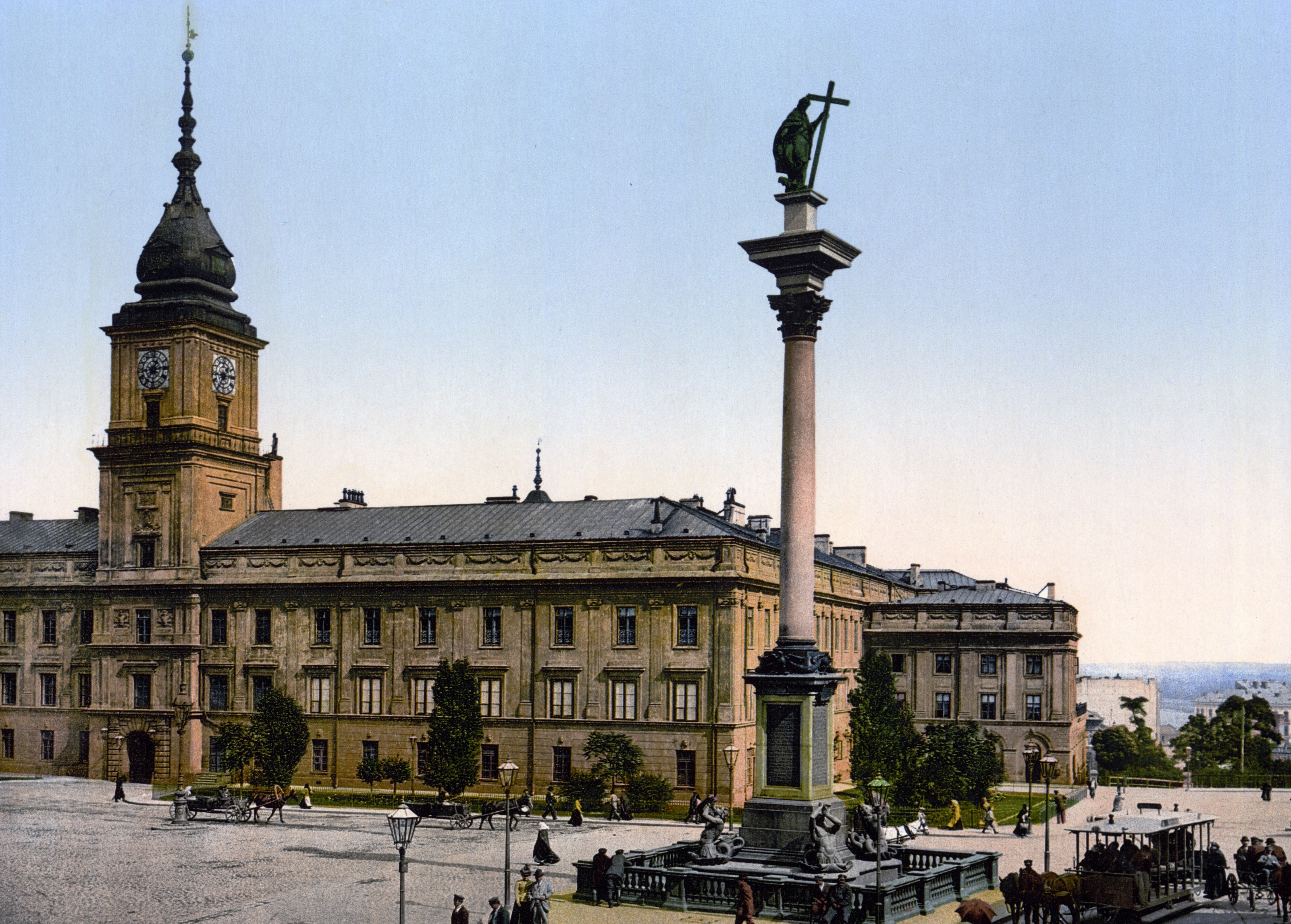
Sloup na pohlednici z roku 1905
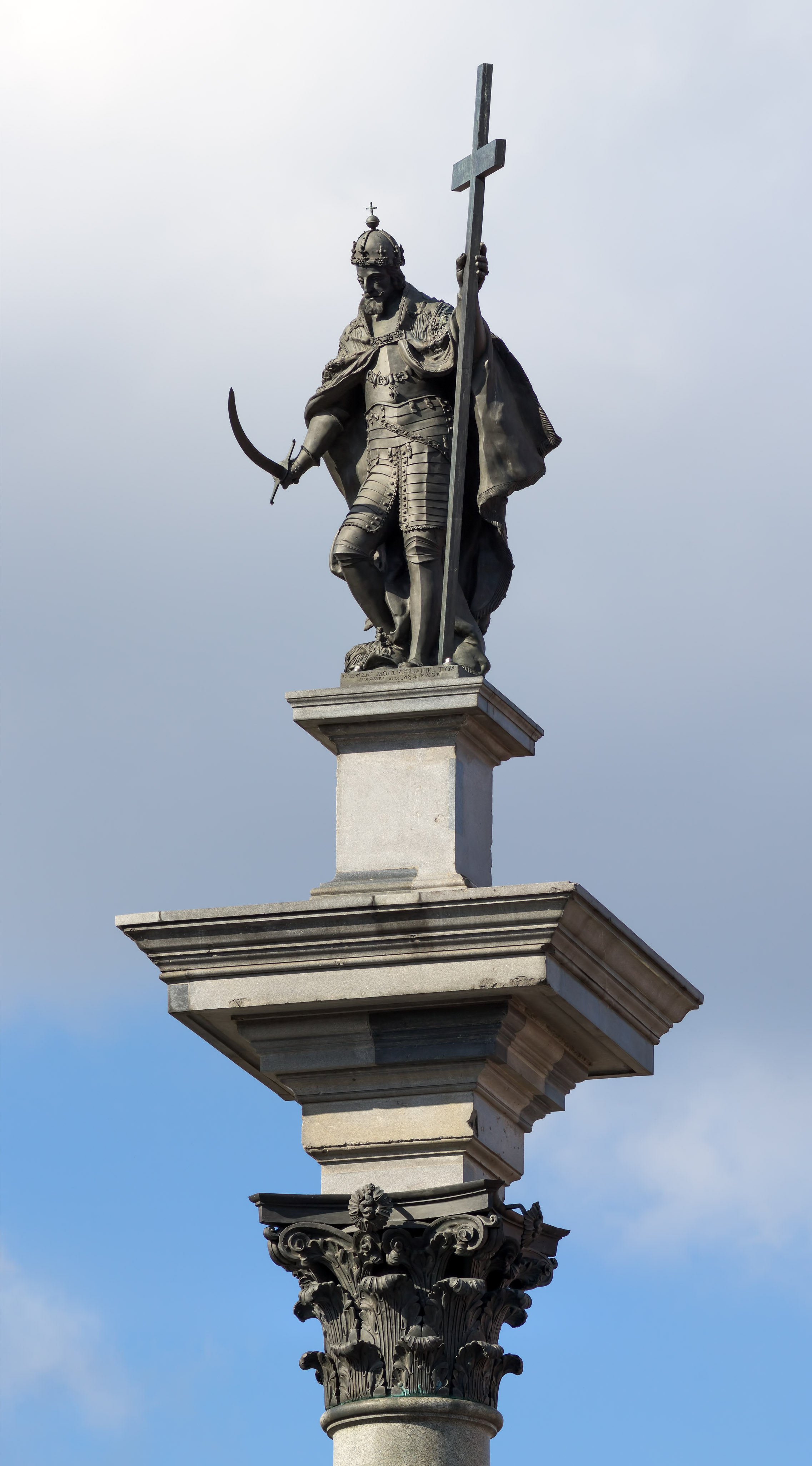
Socha krále Zikmunda III.
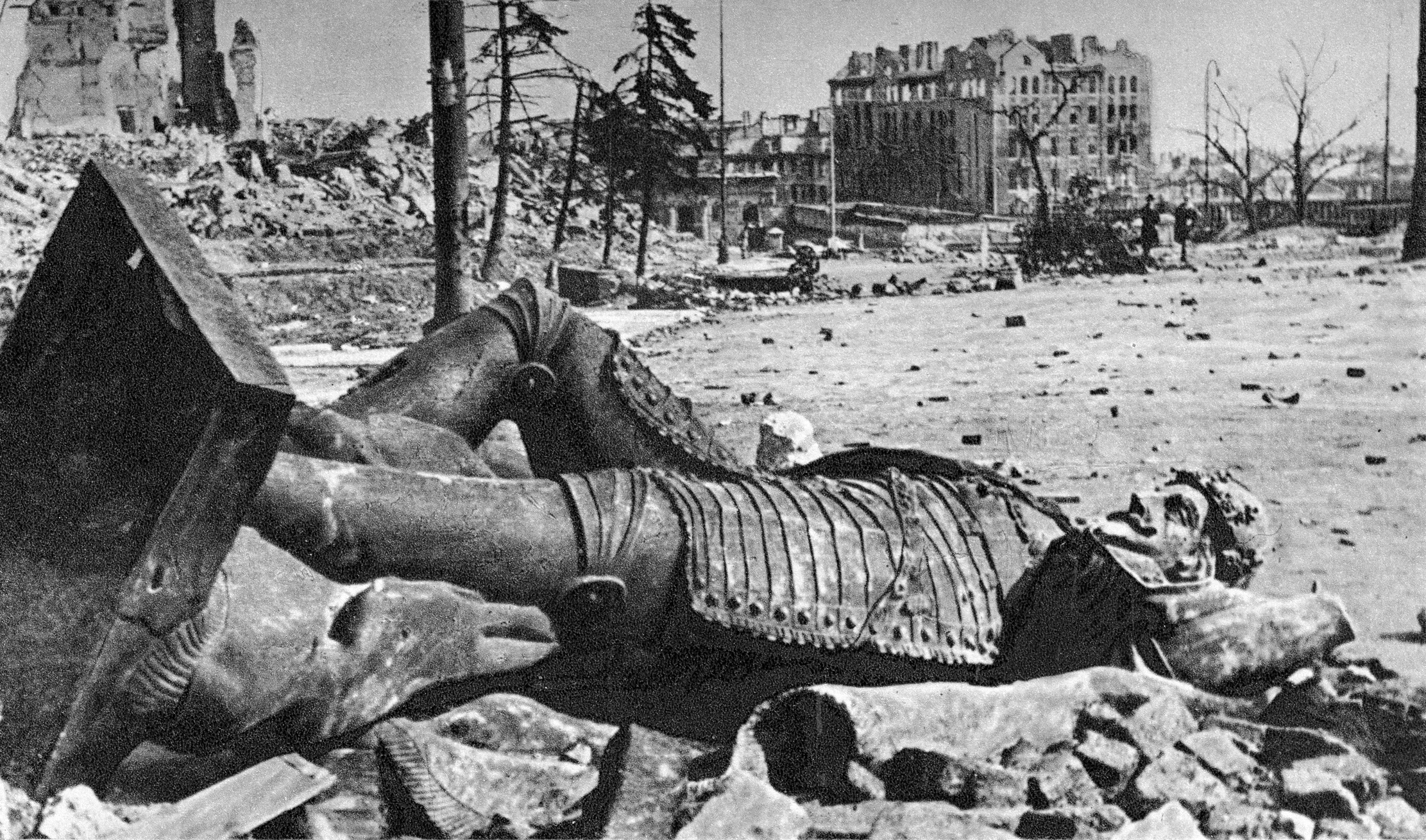
Socha krále Zikmunda III. v roce 1945